# 景福丸

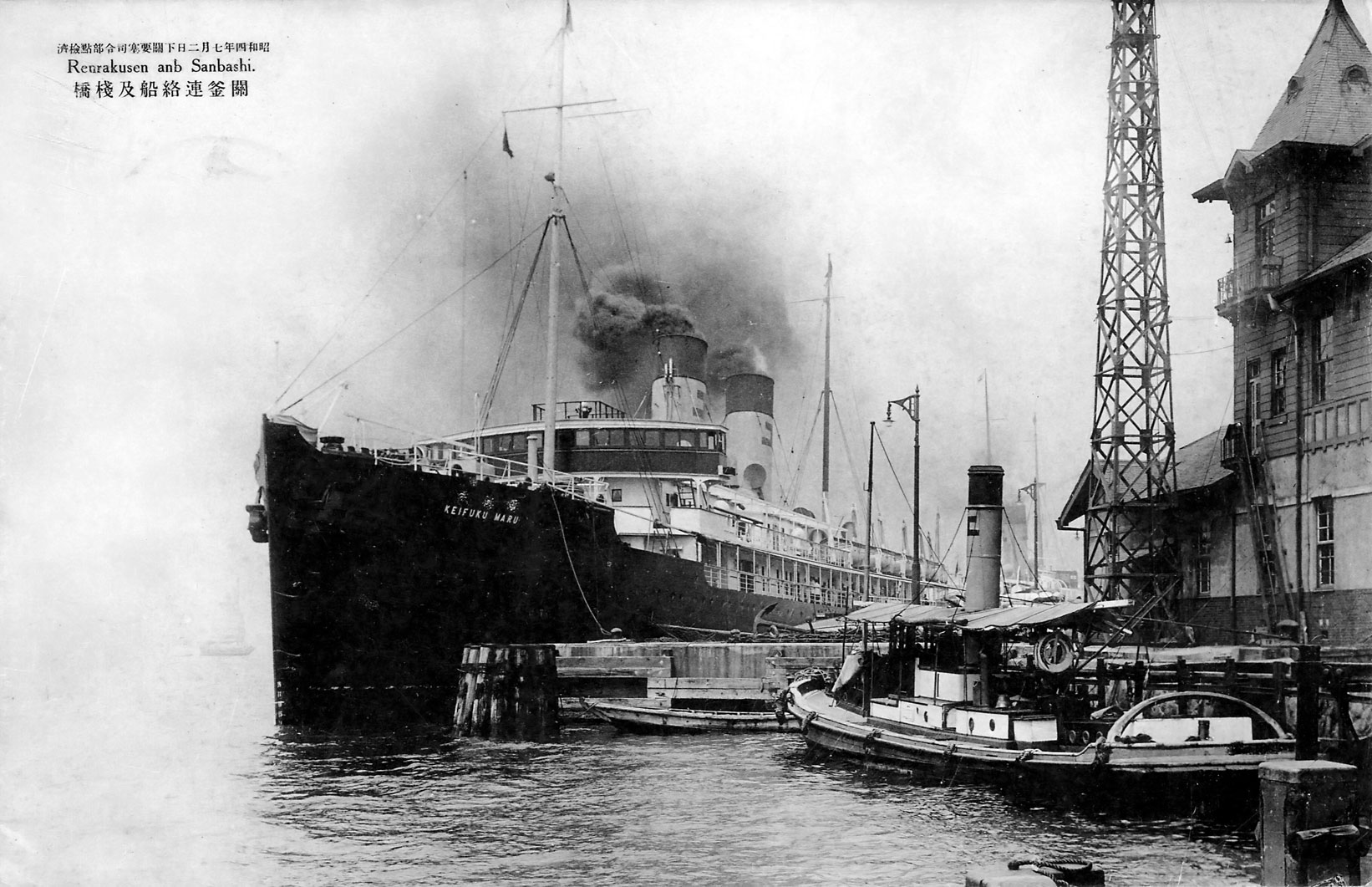
下関鉄道桟橋の景福丸（1920年代）

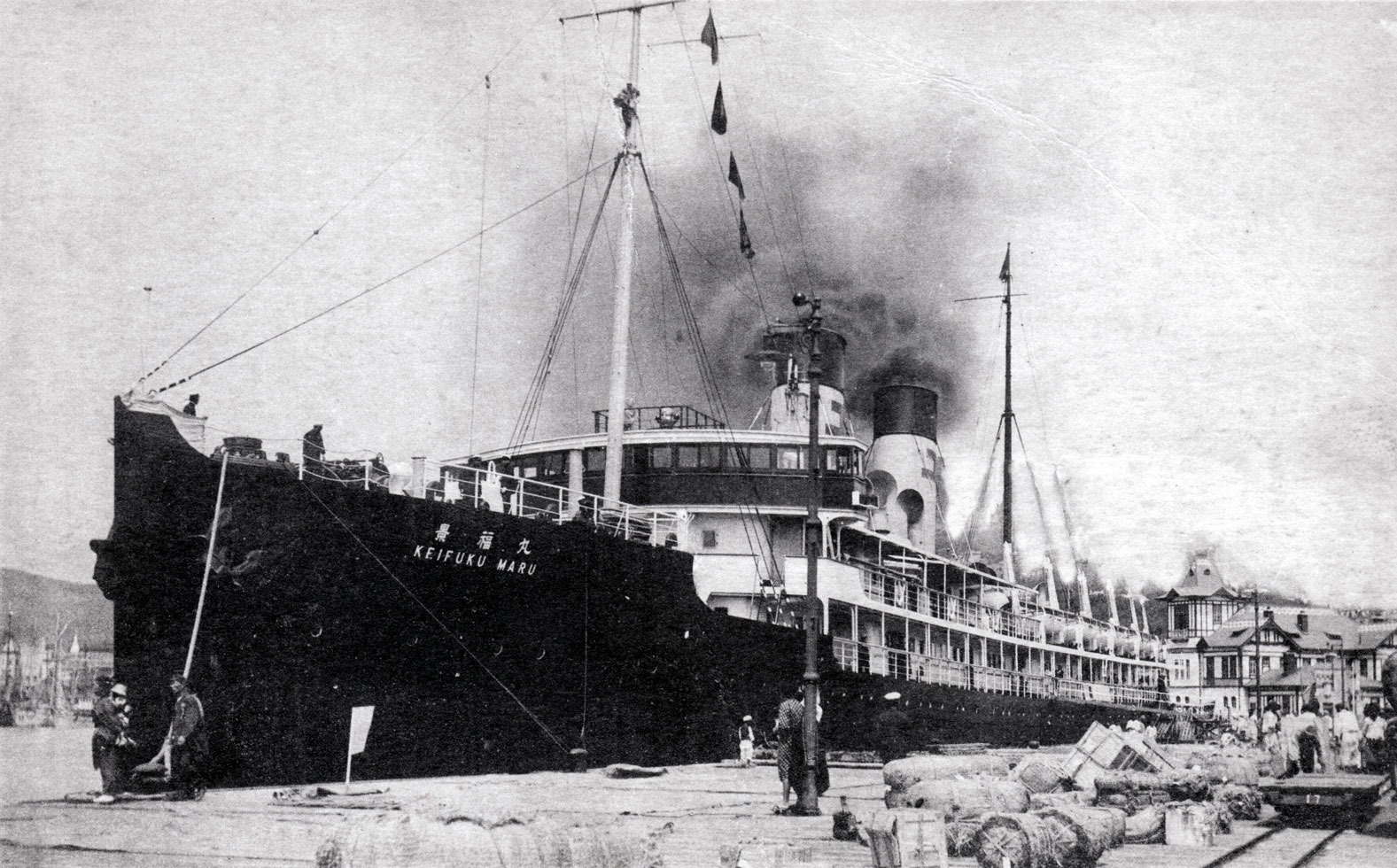
釜山税関第1桟橋の景福丸

景福丸（けいふくまる　keifuku maru）は鉄道省の関釜航路・青函航路の鉄道連絡船。景福丸型の第1船である。姉妹船には徳寿丸、昌慶丸がある。

## 命名の由来
旧朝鮮時代の王宮景福宮の名をとり命名。

## 航跡

### 就航
関釜連絡船には、1913年に高麗丸と新羅丸が就航していたが、同年に関釜連絡船、朝鮮鉄道、南満洲鉄道経由で日中連絡運輸が開始されると旅客は日々増加し輸送改善が必要となってきた。そのため、1920年に旅客船3隻の新造が計画された。景福丸はその第1船として、1922年三菱重工業神戸造船所で建造され、同年就航した。
景福丸型客船は三菱重工業神戸造船所で初めて本格的に建造された旅客船で、船尾はクルーザー・スターンになっている。高速力を得るため主機には4,010SHPのタービン2基を搭載しており、景福丸は20ノット近い速力が出せた。姉妹船の昌慶丸は公試運転で20.49ノットの高速力を記録している。この主機は同じ三菱重工業の長崎造船所でライセンス生産されていた三菱パーソンズ式タービンの技術移入により製作されたもので、神戸造船所初のパーソンス式タービンであった。
また、大連汽船が大連上海線用に発注し、三菱重工業神戸造船所で建造された大連丸型貨客船3隻は景福丸型客船を貨客船に設計変更した船型となっている。
景福丸型客船3隻の就航により下関と釜山間は昼8時間、夜9時間に短縮された。

### 連絡船
関釜航路に就航していたが、1922年のイギリス皇太子エドワード・アルバート・クリスチャン・ジョージ・アンドリュー・パトリック・デイヴィッドが来日した際に、瀬戸内海遊覧のお召船として使用されている。また、関東大震災により東海道本線東京 - 三島間が不通となったさい、同年9月7日から10月28日まで一般客、被災者、救援物資の海上輸送に従事している。
1938年1月23日、下関海峡巌流島付近で僚船の徳寿丸の左舷中央部にT字型に衝突、この事故で徳寿丸は浸水のため沈座したが、景福丸側は船首を損傷するのみで済んだ。双方の乗員・乗客は全員無事。沈座した徳寿丸も7月に復帰した。
その後も関釜航路、博釜航路で運用されていたが、1945年7月に機雷封鎖で航行できなくなる。
終戦後、GHQの日本商船管理局（en:Shipping Control Authority for the Japanese Merchant Marine, SCAJAP）によりSCAJAP-K111の管理番号を与えられた。
1945年8月20日より青函航路に転属し活躍したが、1947年より洞爺丸型が順次就航すると、1949年7月30日に終航し、函館桟橋南側岸壁に係留された。

### その後
函館桟橋に係留された景福丸は、内装を改装し海上ホテルとして使用されることになり、1950年（昭和25年）1月25日に開業する。実際にはホテルといっても福祉事業的な性格が強く、鉄道弘済会が船を借り受けての営業であった。これは、戦後の混乱期、国鉄では空襲で命を落とした乗船員の遺族や人員整理による大量の解雇者の救済が大きな問題となっており、これらの人々の働く場所を確保するためであったという。
この海上ホテルの設備は、客室は和室5室、洋室14室。収容人員は一般客46人、団体客280人であった（1954年<昭和29年>当時）。函館駅に近いことともの珍しさもあり、利用者は多かったという。しかし、船体の老朽化により維持費の増大などで赤字経営となり、1956年に休業する。
その後、船体は放置され、1958年（昭和33年）に解体されたが、船体は函館港の中央埠頭が造成される際に埋められた。なお、鉄道弘済会(後に北海道キヨスク)では、海上ホテル休業後の1956年（昭和31年）に函館駅にほど近い一角に「景福ホテル」の名称で旅館業を再開したが、同ホテルの敷地を含めた一体の区画に「函館ハーバービューホテル（現在のフォーポイントバイシェラトン函館）」が建てられた1988年（昭和63年）以降は、同ホテルの1階の一角で「けいふく」という土産物店を営んでいた。なお、現在は場所こそ変わらないものの2004年（平成16年）に「スーベニアキヨスク函館店」という名称に変更されてしまった。